# Södra Åkarps kyrka
Södra Åkarps kyrka är en kyrkobyggnad i Södra Åkarp. Den tillhör Vellinge-Månstorps församling i Lunds stift.

## Kyrkobyggnaden
Den första kyrkan i Södra Åkarps socken byggdes på 1100-talet. På 1400-talet försågs kyrkorummet med valv som dekorerades. Medeltidskyrkan byggdes till med ett kyrktorn år 1851.
Den nuvarande kyrkan byggdes 1887-1888 och då sparade man bara tornet från den gamla kyrkan. Tornet stod dock inte heller oförändrat, dess övre del byggdes om och försågs med en hög tornspira. Det nuvarande långhuset är byggt i tegel och har ett tresidigt kor.

## Inventarier
- Kyrkans altaruppsats dateras till 1600-talets början och har renoverats flera gånger. 1888 byttes mittavlan ut mot en oljemålning av Fredrik Krebs. Motivet är Jesus på korset och vid hans fot knäböjer hans mor Maria, hennes svägerska Maria, Kleofas hustru, Maria från Magdala samt aposteln Johannes. (Johannes 19:25-26)
- Predikstolen med fyra snidade figurer är samtida med nuvarande kyrka.
- Dopfunten är gjuten i cement år 1888.
- Av kyrkklockorna är lillklockan gjuten i slutet av 1400-talet. Storklockan är gjuten i Köpenhamn 1656.

### Orgel
- Den nuvarande orgeln byggdes 1888 av Salomon Molander & Co, Göteborg och är en mekanisk orgel. Den har fasta kombinationer. Orgeln har omdisponerats och renoverats flera gånger. Den renoverades och omdisponerades på 1970-talet av A. Mårtenssons Orgelfabrik AB, Lund.

| Huvudverk I         | Svällverk II        | Pedal         | Koppel    |
| Borduna 16´         | Vox Retusa 8´       | Subbas 16´    | I/P       |
| Principal 8´        | Salicional 8´       | Violoncell 8´ | II/I      |
| Gedackt 8´          | Flöjt Harmonique 4' | Basun 16´     | I 4'/I    |
| Gamba 8'            | Waldflöjt 2'        |               | II 16'/II |
| Octava 4'           | Crescendosvällare   |               |           |
| Violin 4'           |                     |               |           |
| Octava 2'           |                     |               |           |
| Sesquialtera 2 chor |                     |               |           |

### Webbkällor
- Information från kommunen
- Wikimedia Commons har media som rör Södra Åkarps kyrka.